# بني خلف
قرية بني خلف هي إحدى القرى التابعة لمركز مغاغة بمحافظة المنيا في جمهورية مصر العربية. حسب إحصاءات سنة 2006، بلغ إجمالي السكان في بني خلف 4370 نسمة، منهم 2169 رجلا و2201 امرأة.